# Francine Fox
Francine Fox (Washington, D.C., 16 de março de 1949) é uma ex-canoísta de velocidade norte-americana na modalidade de canoagem.

## Carreira
Foi vencedora da medalha de Prata em K-2 500 m em Tóquio 1964 junto com a sua colega de equipa Glorianne Perrier.